# ラバウル海軍航空隊
「ラバウル海軍航空隊」（ラバウルかいぐんこうくうたい）は、ラバウル航空隊のことを歌った日本の軍歌である。1944年（昭和19年）発表。作詞は佐伯孝夫、作曲は古関裕而。

## 概要
明るい曲調でありながら、歌詞の中に擬人法を凝らして、亡き戦友があたかも空の上で見守っているかのように表現しているのが特徴である。